# أيم أوك - يو آر أوك
أيم أوك - يو آر أوك (بالإنجليزية: I'm OK – You're OK) هو كتاب أصدر عام 1967 للكاتب توماس أنطوني هاريس. وهو دليل عملي للتحليل التفاعلي كطريقة لحل المشاكل في الحياة.
كان الكتاب في قائمة نيويورك تايمز لأكثر الكتب مبيعا في عام 1972، وظل هناك لمدة عامين تقريبًا. يقدر الناشر أنه باع أكثر من 15 مليون نسخة حتى الآن وتمت ترجمته إلى أكثر من اثنتي عشرة لغة.

## محتويات
في المقدمة، يشيد هاريس بالإجراء الجديد آنذاك لتحليل المعاملات (TA، أو كما يشير إليه هاريس غالبًا PAC)، باعتباره ابتكارًا رئيسيًا يعالج العملية البطيئة والنتائج المحدودة، التي يعتقد هو وغيره من ممارسي الطب النفسي أنها مميزة للطب النفسي التقليدي.

### سياق هاريس للكتاب
وبدلاً من العمل مع المفاهيم المجردة للوعي، يقترح هاريس أن العمل الرائد الذي يقوم به جراح الدماغ ويلدر بنفيلد في الكشف عن الأساس العصبي للذاكرة يمكن أن يقدم رؤى تكميلية ترتكز على واقع يمكن ملاحظته. على وجه التحديد، يؤكد على تقارير تجارب وايلدر التي تحفز مناطق صغيرة من أدمغة المرضى الواعين الذين يخضعون لعملية جراحة الأعصاب (ليس لدى الدماغ أي مستقبلات للألم، لذلك يمكن القيام بذلك في راحة نسبية للمريض). على الرغم من أن المرضى كانوا على وعي بأنهم كانوا على طاولة العمليات، إلا أن التحفيز جعلهم يتذكرون أحداثًا سابقة محددة بتفاصيل حية - ليس فقط حقائق الحدث، بل كإحياء حيوي لـ «ما رآه المريض وسمعه وشعر به وفهمه» عندما تم إنشاء الذاكرة. وبناءً على هذه التجارب، يفترض هاريس أن الدماغ يسجل تجارب الماضي مثل جهاز تسجيل، بطريقة تجعل من الممكن لاحقًا إعادة تجربة التجارب السابقة بكل شدتها العاطفية الأصلية.
يستمر هاريس من خلال ربط تفسيره لتجارب وايلدر بعمل إيريك بيرن، الذي يعتمد نموذجه في العلاج النفسي على فكرة أن الذكريات المكثفة عاطفياً من الطفولة موجودة دائمًا لدى البالغين. يمكن فهم تأثيرهم من خلال تحليل التداخلات اللفظية وغير اللفظية («المعاملات») بين الأشخاص بعناية، ومن هنا جاء اسم برن لنموذجه: تحليل المعاملات. يرى هاريس ميزة كبيرة في قدرة TA على تحديد الوحدات الأساسية التي يمكن من خلالها تحليل السلوك البشري - «السكتات الدماغية» التي يتم تلقيها وتلقيها في «صفقة» بين شخصين أو أكثر - ولغة موحدة لوصف تلك السكتات الدماغية. هذا التفسير الذي تم فهمه بسهولة، والرابطة التي طورها هاريس بين TA وعلم الأعصاب فيلدر، تعطي TA درجة من المصداقية لم تكن تمتلكها نماذج تجريدية سابقة مثل تلك التي طورها فرويد.

### نموذج الوالد والبالغ والطفل (P-A-C)
بعد وصف السياق لإيمانه بأهمية TA، يصف هاريس TA بداية من الملاحظة أن الحالة النفسية للشخص تبدو وكأنها تتغير استجابة لحالات مختلفة. السؤال هو، من وإلى ماذا يتغير؟ يجيب هاريس بذلك من خلال مقدمة مبسطة لـ TA، موضحاً اقتراح بيرن بأن هناك ثلاث حالات يمكن للشخص أن ينتقل إليها: الوالد، والبالغ، والطفل.
يصف هاريس الحالة العقلية التي يطلق عليها الوالد بالقياس، كمجموعة من «التسجيلات الشريطية» للتأثيرات الخارجية التي لاحظها الطفل وقالها البالغون. التسجيل عبارة عن قائمة طويلة من القواعد والتحذيرات حول الطريقة التي من المتوقع أن يفكر بها الطفل دون أدنى شك. العديد من هذه القواعد (على سبيل المثال: «لا تمشي مطلقًا أمام حركة المرور») المفيدة والصالحة طوال الحياة؛ وقول الآخرين («الجنس قبل الزواج غير صحيح»، أو «لا يمكنك أبدا الوثوق بالشرطي») هي آراء قد تكون أقل فائدة نوعاً ما.
بالتوازي مع تسجيلات الوالدين، فإن الطفل هو تسجيل متزامن للأحداث الداخلية - كيف شعرت الحياة كطفل. يتساوى هاريس مع التسجيلات الحية التي تمكن وايلدر بنفيلد من التسبب في عودة مرضاه من خلال تحفيز أدمغتهم. يقترح هاريس بأننا، كبالغين، عندما نشعر بالإحباط، يبدو الأمر كما لو كنا نعد ذكريات الطفل هذه، لكن ربما لم يعد الحافز لإعادة الحياة لهم ذا صلة أو مفيد في حياتنا.
وفقاً لهاريس، يبدأ البشر في تطوير حالة عقلية ثالثة «الكبار»، حول الوقت الذي يبدأ فيه الأطفال في المشي ويبدأون في تحقيق قدر من السيطرة على بيئتهم. فبدلاً من تعلم الأفكار مباشرة من الآباء والأمهات في الوالدين، أو تجربة عاطفية بسيطة مثل الطفل، يبدأ الأطفال في أن يكونوا قادرين على استكشاف ودراسة العالم وتشكيل آرائهم الخاصة. انهم اختبار تحت يدي الوالد والطفل فإما تحديث أو تعلم لقمعها. وهكذا فإن البالغ داخلنا يتطورون مع مرور الوقت، ولكنه هش للغاية ويمكن أن يكتسحهم الأوضاع المجهدة بسهولة. يتم اختبار قوته أيضاً من خلال الصراع بين الأفكار التبسيطية للوالدين والواقع. في بعض الأحيان، يؤكد هاريس أنه من الأسلم أن يصدق الشخص كذبة بدلاً من الاعتراف بالأدلة أمامهم. وهذا ما يسمى تلوث الكبار.

### أربعة مواقف للحياة
العبارة «أنا بخير، أنت بخير» هي واحدة من أربع «مواقف حياة» قد يأخذها كل منا. المواقف الأربعة هي:
1. أنا لست بخير، أنت بخير
2. أنا لست بخير، أنت لست بخير
3. أنا بخير، أنت لست بخير
4. أنا بخير، أنت بخير

الموقف الأكثر شيوعًا هو أنني لست بخير، أنت بخير. ونحن كأطفال نرى أن الكبار أقوياء وأكفاء، وأننا ضعفاء ونرتكب أخطاء في كثير من الأحيان، لذلك نخلص إلى أني لست بخير، أنت بخير. قد يخلص الأطفال الذين يتعرضون للإساءة إلى أنني لست بخير، فأنت لست بخير أو أنا بخير، لكن هذا الموقف أقل شيوعًا. حيث يركز الكتاب على مساعدة الناس على فهم كيفية تأثير وضع حياتهم على اتصالاتهم (المعاملات) والعلاقات مع الأمثلة العملية.
كتاب (أنا بخير، أنت بخير) يستمر بتقديم النصائح العملية للبدء في فك رموز القرائن المادية واللفظية اللازمة لتحليل المعاملات. على سبيل المثال، يقترح هاريس علامات تشير إلى أن الشخص في حالة الأنا الوالدية يمكن أن يشمل استخدام الكلمات التقويمية التي تشير إلى الحكم القائم على نظام قيمة تلقائي، ومبدئي، وقديم: كلمات مثل "غبي، شقي، مثير للسخرية، مثير للاشمئزاز، يجب أن (على الرغم من أنه يمكن استخدامها أيضًا في حالة الأنا البالغة).
يقدم هاريس تمثيلاً بيانياً لفئتين من التواصل بين الأفراد: المعاملات التكميلية، والتي يمكن أن تستمر إلى أجل غير مسمى، والمعاملات المتقاطعة، التي تسبب توقف الاتصال (وكثيراً ما تكون حجة). يقترح هاريس أن المعاملات المتقاطعة هي إشكالية لأنها «تربط» حالة الأنا التابعة لأحد المشاركين، مما يؤدي إلى مشاعر سلبية. يقترح أن الوعي بهذه الإمكانية، من خلال TA، يمكن أن يعطي الناس خيارًا حول كيفية تفاعلهم عندما يواجهون حالة شخصية تجعلهم يشعرون بعدم الارتياح. يقدم أيضاً اقتراحات عملية بشأن كيفية البقاء في حالة الأنا للبالغين، على الرغم من الاستفزاز.
بعد وصفه نموذجًا عامًا لحالات الأنا داخل البشر، والمعاملات بينهم، يصف هاريس كيف يختلف الأفراد. ويجادل بأن الأفكار يمكن اكتسابها من خلال دراسة الدرجة التي تكون فيها حالة الأنا البالغة لشخص ما ملوثة بولايات الأنا الأخرى. يلخص تلوث البالغين من قبل الوالدين بأنه «التحيز» وتلوث الكبار من قبل الطفل بأنه «الوهم». الفرد السليم قادر على فصل هذه الحالات. ومع ذلك، يجادل هاريس أن الشخص الذي يعمل بشكل جيد يحتاج إلى أن تكون كل ثلاث دول غرامية حاضرة في نفسها حتى تكتمل. الشخص الذي يستثني (أي يخرج الأطفال) طفلهم لا يستطيع اللعب والتمتع بالحياة. في حين أن الشخص الذي يستثني حالة الأنا الوالدية يمكن أن يشكل خطرًا على المجتمع (قد يتحول إلى مريض نفسي مخادع لا يشعر بالعار أو الندم أو الإحراج أو الشعور بالذنب).
كما يحدد هاريس من أمثلة ممارسته الطبية للأفراد الذين يعانون من حالات غرور الكبار الذين يعانون من الذهان، والذين كانوا يعانون من الذهان، والرعب والتنوع بين العتابات القديمة لدولة الأنا عن العالم والحالة العاطفية الأولية للطفل، مما يجعلها غير قابلة للعلاج عن طريق العلاج. في مثل هذه الحالات، يؤيد هاريس العلاج بالعقاقير، أو العلاج الكهربائي المتشنج، كطريقة لتعطيل حالات الأنا المزعجة مؤقتًا، مما يسمح «بإعادة» حالة الأنا للبالغين عن طريق العلاج. تقارير هاريس اتباع نهج مماثل لعلاج الهوس الاكتئاب.
يبدأ النصف الثاني من الكتاب بإيجاز عن الطرق الست التي يدرك بها ممارسو TA أن الأفراد يستخدمون في بناء الوقت، لجعل الحياة تبدو ذات مغزى. يستمر هاريس بتقديم دراسات حالة عملية تظهر تطبيقات TA للزواج وتربية الأطفال والمراهقين. يختتم هذا القسم من «أنا بخير»، «حسنًا»، كما يصف هاريس متى يمكن أن تكون TA ذات صلة بحياة الفرد، وكيف يتم تسليمها. وهو يروج لفكرة أن TA ليست مجرد طريقة للمتخصصين، ولكن يمكن مشاركتها واستخدامها من قبل العديد من الناس.
بعد وصف هذه الطريقة المنظمة للتعامل مع تحديات علم النفس البشري، يناقش الفصلان الأخيران من الكتاب مسألة تحسين الأخلاق والمجتمع. على وجه الخصوص، يسأل، إذا لم نستسلم للهيمنة على حالة الأنا الوالدية، كيف يمكن للأفراد المتنورين من خلال TA أن يعرفوا كيف ينبغي أن يعيشوا حياتهم؟ انطلاقاً من بيانه البديهي، أنا بخير، أنت على ما يرام، يعترف بأن قبوله في القيمة الاسمية يثير نفس المعضلات الفلسفية مثل مشكلة الشر بالنسبة للمؤمنين بإله عادل كلي القدرة. يواصل هاريس استكشاف جوانب من المسيحية مع الإشارة إلى TA، بالإضافة إلى أسئلة أكثر عمومية حول طبيعة الدين.
الفصل الأخير من «أنا بخير»، أنت بخير يشير إلى القضايا الاجتماعية المعاصرة في وقت الكتابة، بما في ذلك الحرب الباردة، حرب فيتنام والأبحاث المثيرة للجدل المعاصرة من استجابة الأفراد للسلطة التي أجراها عالم النفس ستانلي ميلجرام. يطبق هاريس TA على هذه القضايا ويختتم كتابه على أمل أن تحصل الدول قريبا على النضج للمشاركة في حوار الكبار إلى الكبار، بدلاً من إجراء دبلوماسية في الدول الأنا الأبوية الجماعية للوالد أو الطفل، والتي يرى أنها تسبب الحرب والتنافر.

## الطبعات
تم نشر الكتاب لأول مرة في عام 1969 في الولايات المتحدة من بيت النشر هاربر، ثم أعيد نشره على أنه «أنا بخير، أنت بخير» (ISBN 0-380-00772-X). في المملكة المتحدة تم نشره لأول مرة عام 1970 من قبل جوناثان كيب بعنوان «كتاب الاختيار». وتم طباعته أيضاً في شركة هاربر كولنز.

## نقد
انقضت عدة عقود منذ أن نشر هاريس «أنا بخير، أنت بخير»، ما يعني أن بعض المراجع الثقافية التي قد تبدو جديدة وذات صلة عندما تم نشر الكتاب قد تبدو الآن مؤرخة وقليلة الوصول إلى القراء المعاصرين الذين لا يتذكرون عام 1960. في بعض أجزاء الكتاب أيضا لديه وجهة نظر الولايات المتحدة التي تتمحور حول العالم.
إن عمل وايلدر بينفيلد بشأن الذاكرة البشرية، والذي ظهر لهريس لإعطاء المصداقية الخاصة لـ TA لأنه استنتج ارتباطاً مباشراً مع علم الأعصاب، لم يثبت أنه قابل للتكرار بسهولة.
تأكيد هاريس على أن الطفل لا ينضج مع وضع الحياة أنا بخير - لقد تم انتقادك بلا مبرر لأنك تم تحديد موضع TA كخبير علم الخلاص شبه الديني.
تأكيد هاريس أن جميع الأطفال يبدأون بأني لست بخير، أنت بخير في موقف الحياة المتنازع عليه من صديقه إريك بيرن المنشئ لـ TA، والذي يعتقد أن الحالة الطبيعية للطفل كانت تشعر أنني بخير، أنت بخير.

## التأثير على الثقافة الشعبية
أصبح اسم الكتاب شائعًا، وغالبًا ما يكون تصنيفًا رافضًا لجميع فلسفات علم النفس الشائعة على أنه قبول مفرط. إن العبارة «أنا بخير، أنت بخير» هي مقولة شائعة وكلام مبتذل في ثقافة العالم الناطق بالإنجليزية، على الأقل بين جيل اعتادوا على سماع العبارة. من الأمثلة على التأثير في أماكن مختلفة:
- في فيلم الطفل عام 2000، يلتقي بطل الرواية بروس ويليس مع نظيره الخاسر البالغ من العمر 9 سنوات. بعد أن يتعلم بروس أن يحب ماضيه «الخاسر» في الماضي، فإن الاثنين يقفان صعودا وهبوطا وهما يحتضنان عدة مرات: «أنا بخير، أنت بخير!»
- مشروع جانبي لـ MxPx يدعى The Cootees كان له أغنية بعنوان أنا بخير، أنت بخير. (غطت هذه الأغنية لاحقًا بواسطة MxPx نفسها)
- كان لفرقة بانك أيضاً أغنية تسمى أنا بخير، أنت بخير.
- في فيلم عام ريسينغ أريزونا عام 1987، قال نيكولاس كيج لزوجت، التي لعبت دورها هولي هانتر، «أنا بخير، أنت بخير» بعد عملية سطو مسلح فاشلة.
- صدر فو فايترز حفل إم تي في لعام 1995 في إنجلترا بعنوان أنا بخير، أنت بخير.
- مصنع الحديد الأمريكي مينيستري يشير إليها في كلمات لأغنيتهم «الخطوة».
- تشير عودة فارس الظلام إلى محاكاة ساخرة للكتاب.
- محاكاة ساخرة للكتاب تحمل العنوان «أنا بخير، أنت لست ساخناً جداً».
- كتبت ويندي كامينر نقدًا للأعمال المساعدة للذات خلال عام 1992، وأطلقت عليه اسم «أنا مختل وظيفي فأنت مختل وظيفي».
- في ساينفيلد الموسم 2، الحلقة 1 «صديقته السابقة»، ترك جورج كوستانزا 5 كتب في مكان صديقته السابق مارلين بعد أن انفصل عنها. إنه يستفيد من صديقه جيري ساينفيلد لمساعدته على استرجاع الكتب، من أجل تجنيب نفسه إمكانات أي إحراج. إحدى هذه الكتب، «أنا بخير - أنت بخير»، يظهر على سطح الطاولة في مقهى مونك، حيث يجتمع جيري مع مارلين لتناول مشروب.
- قام جورج كارلين بتجسيد الاسم في روايته «الانضمام إلى نادي الكتاب»، حيث قدم الكتاب «أنا أمتص، أنت تمتص».
- يملك سين ماغوير نسخة من الكتاب، الذي يتم عرضه في فيلم غود ويل هانتينغ.
- في حلقة واحدة من مسلسل تاكسي تلفزيون هيئة الإذاعة الأمريكية، تعاني شخصية لاتكا غرافيس من اضطراب الهوية التفارقي. واحدة من شخصياته هو رعاة البقر دعا أرلو الذي يفضل أزياء رعاة البقر في المناطق الحضرية. شخصيته المنتظرة، فيك فيراري، عند استبداله أرلو، يعلق على ملابسه عندما يجد نفسه في مكتب الطبيب النفسي، «ما هذا؟ أنا بخير، أنت بخير كورال؟»
- في «ذا اود كابل» الموسم الثالث، الحلقة 13 "I Gotta Be Me"، أخبر فليكس أوسكار أنه اشترى كتابًا جديدًا مفضلًا في الطب النفسي بعنوان «البحث عن رخامك» لمؤلف كتاب أنا بخير، أنت لست بخير.
- في فيلم الرسوم المتحركة ماري وماكس، يجلس صديق «ماكس» الوهمي في الزاوية ويقرأ أنا بخير، فأنت بخير في كتب مساعدة الذات.
- يمكن الاطلاع على نسخة من الكتاب في مكتب مستشار الإرشاد في المشهد الافتتاحي لفيلم نادي الإفطار.
- في المسلسل التلفزيوني الشهير ALF الموسم الرابع، الحلقة الخامسة التي نرى ALF تتناول موضوع TA مع الإشارة المباشرة إلى أوكنس، وحتى تقول لويلي، «أنا بخير، أنت بخير».
- واحدة من عناوين الكتب التي يمكن مشاهدتها في نهاية لعبة سيد ماير في ألفا سنتشياري هي «أنا بخير، أنت طائرة بدون طيار».
- في الكوميديا Airplane II: The Sequel، تحتوي أيضاً الحالة التي يحملها الانتحاري على نسخة من «أنا على ما يرام، أنت على ما يرام».
- يشار إليه في فيلم الكانادا الذي يسمى Beladingala Baale. تشرح الشخصية الرئيسية ذلك لزوجة صديقه عندما تسأله لماذا زوجها مفتوح ومختلف - ينمو الشخص في 4 مراحل: أولاً يعتقد أنه بخير، فالعالم ليس بخير. ثانيًا يشعر أنه ليس بخير، فالعالم ليس على ما يرام؛ ثالثًا، يعتقد أنه ليس بخير، فالعالم على ما يرام؛ في النهاية في المرحلة الرابعة أدرك أنني بخير، والعالم على ما يرام أيضا وينبغي أن تجلب زوجها إلى المرحلة الرابعة.
- في عام 2001 فيلم Wet Summer American Summer، يقول نيل لفيكتور «أنت بخير من قبلي. أنا بخير، أنت بخير» بعد قيام فيكتور بحفظ المعسكر من المنحدرات.
- تحتوي أغنية "Up the Hill Backwards" عام 1980 للمخرج ديفيد باوي على الأغنية: «أنا بخير، أنت بخير».
- في حلقة من ذا سيمبسونز، يشير دكتور مارفن إلى كتاب المساعدة الذاتية الخاص به «أنا موافق، أنت مريض».
- في فيلم «هانا وأخواتها» في وودي آلن(1986)، كانت اللقطة الأولى لمشهد الكتب بين مقالي باربرا هيرشيومايكل كين من خزانة كتب تحتوي على نسخة بارزة من «أنا بخير، أنت بخير».

## روابط خارجية
- http://www.ericberne.com/ – الدكتور إيريك بيرن
- http://www.drthomasharris.com/im-ok-youre-ok-book-thomas-harris/ – معلومات عن الدكتور توماس هاريس وأنا بخير - أنت بخير